# دزوز
 دزوز (بالإنجليزية: DZOUZ)‏ هي جماعة قروية تابعة لإقليم قلعة السراغنة ضمن جهة مراكش تانسيفت الحوز بالمغرب. بلغ مجموع عدد سكان  دزوز حسب إحصاءات 2004 حوالي 9525 نسمة يعيشون في 1479 أسرة.

## إحصاء عام
| السنة | عدد السكان | عدد الأسر | عدد الأجانب |
| ----- | ---------- | --------- | ----------- |
| 1994  | 8344       | 1138      | °°°°        |
| 2004  | 9525       | 1479      | 0           |